# Élizabeth Filion
 (avril 2017).
Si vous disposez d'ouvrages ou d'articles de référence ou si vous connaissez des sites web de qualité traitant du thème abordé ici, merci de compléter l'article en donnant les références utiles à sa vérifiabilité et en les liant à la section « Notes et références ».
Pour les articles homonymes, voir Filion.
Élizabeth Filion, née à Québec en 1971, est une écrivaine québécoise.
Elle commence très tôt à écrire des romans. Dès l'âge de 12 ans, elle termine un premier livre de plus d'une centaine de pages. Par la suite, elle écrit Zurry, publié aux Éditions Fides à Montréal, qui remporte le prix du Lieutenant gouverneur du Québec pour les jeunes auteurs. Après des études en philosophie et en histoire, elle achève La Femme de la fontaine et Le Fils de la légende, deux titres parus en 2002 et 2004 chez Québec Amérique. En septembre 2006, elle présente De la part de Laura à ses lecteurs, un roman inspiré par la mort de son père. Elle vit actuellement à Montréal où elle donne des ateliers d'écriture pour partager sa passion.